# Лембар (район)
Лемба́р (індонез. Lembar) — один з 10 районів округу Західний Ломбок провінції Західна Південно-Східна Нуса у складі Індонезії. Розташований у південній частині. Адміністративний центр — селище Лембар.
Населення — 45461 особа (2012; 44426 в 2010).

## Адміністративний поділ
До складу району входять 2 селища та 3 села:
| Населений пункт          | Населення, осіб (2010) |
| ------------------------ | ---------------------- |
| Джембатан-Кембар, селище | 12976                  |
| Лабуан-Теренг, село      | 4915                   |
| Лембар, селище           | 13891                  |
| Маредже, село            | 6316                   |
| Секотонг-Тімур, село     | 6328                   |